# Jeunes gardes socialistes
Pour les articles homonymes, voir JGS.

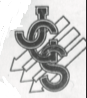
Logo officiel

Les Jeunes gardes socialistes (JGS), parfois simplement désignés sous l'appellation Jeunes gardes, créés en 1886, sont une organisation belge de jeunes se projetant sur l'idéal du socialisme et se reconnaissant premièrement dans le Parti ouvrier belge (POB). 
Autonomes du Parti mais défendant tout de même le programme socialiste, leurs actions sont orientées vers un militantisme plus poussé que leurs ainés. Marquée de périodes intenses, l'organisation s'essouffle malgré tout à l'approche de la Seconde Guerre mondiale avant de disparaitre.

## Histoire

### Création
Créée en 1886, l'organisation des Jeunes gardes socialistes se présente comme un mouvement directement impliqué dans le socialisme avec la présence d'une filiation directe et individuelle contrairement à la filiation indirecte et collective qui règne au sein de la plupart des partis (via les syndicats, les mutuelles ou les coopératives). Ainsi, le Jeune Garde est poussé par un réel engagement.

### Débuts mitigés
En six ans, l'organisation acquiert une consistance lui permettant d'avoir un représentant au conseil général du Parti ainsi que ses porte-parole délégués aux congrès annuels. Ainsi, et grâce à son expansion, celle-ci va être restructurée en une Fédération nationale des Jeunes gardes socialistes (FNJGS) ayant reçu du Parti la fonction précise de : « défendre par tous les moyens possibles de propagande les réformes inscrites au programme socialiste tout en ayant comme mission spéciale de combattre le militarisme ». C'est cette mission spéciale qui permet à la Jeune Garde de conquérir une popularité facile tant le mode de recrutement de la milice (par tirage au sort avec faculté de remplacement pour les plus fortunés) laisse un goût amer auprès des populations concernées.
Les actions des Jeunes gardes socialistes se centrent autour de manifestations contre les méfaits du capitalisme (combat général du socialisme), la distribution de tracts contre la répression policière et, en temps de paix, l'éducation primaire du militant. Cependant, et ce jusqu'avant la Première Guerre mondiale, le mouvement n'acquiert pas un poids politiquement fort. Son nombre d'adhérents n'excède pas 7 000 depuis la création de l'organisation, limitant ainsi son efficacité politique par rapport aux tâches assignées au mouvement.

### Première Guerre mondiale
Pendant cette période, la Jeune Garde entre en semi-léthargie. En effet, certains restèrent accrochés au mouvement tandis que d’autres prirent le chemin de l’exil. Cette complexité tient au fait que des actions coordonnées au niveau national étaient impossibles. Ainsi, des petites actions furent menées mais les informations indispensables pour cerner le contexte politique générale engendra quelques faux pas. La plupart des groupes wallons et bruxellois se transformèrent par exemple en cercles d’études et associations, se détournant ainsi des buts poursuivis. De ce fait, le courant était divisé en « sectes minuscules et isolées » au lendemain de la guerre.

### Années 1920
En 1920, la mission de la Fédération national des Jeunes gardes socialistes se voit redéfinir. Elle doit désormais se consacrer à « l’éducation physique, intellectuelle et morale des enfants et des jeunes gens; le caractère récréatif doit être dominant ». Ce changement s’explique par la révision constitutionnelle qu’a connu la Belgique en 1919 introduisant le suffrage universel. Ainsi, les socialistes pouvaient espérer conquérir le pouvoir grâce à ce dernier plutôt qu’en usant d'actions militantes. Ce pacifisme a été approuvé par une génération témoin de l'horreur de la guerre et ne voulant « plus jamais ça ». Ainsi, c'est une période pendant laquelle les effectifs globaux vont croitre énormément, parallèlement à l’augmentation des effectifs du POB (Au lendemain de la guerre, son nombre d’adhérents à augmenter de façon considérable avec 392 262 adhérents (188 095 en 1914) et ils étaient 632 307 le 1er janvier 1924) offrant au mouvement substance et visibilité. Ainsi, en 1923, le mouvement compte 21 174 affiliés. De plus et dans le but de pallier l'organisation déséquilibrée de l'après-guerre, au mois de mars de l'année 1920, un congrès extraordinaire introduit le projet de réorganisation de la FNJGS en fédérations régionales (Les fédérations flamandes A (Flandre occidentale, Flandre orientale) et B (Anvers, Limbourg, Brabant flamand), les fédérations wallonnes A (Borinage, Centre, Charleroi, Tournai, Brabant wallon) et B (Liège, Namur, Luxembourg).
Cependant, cette volonté de réorganisation et la montée vertigineuse des effectifs sont vite émoussées. En cause, l’immaturité des affiliés (la plupart des membres avait tout au plus fait l’école primaire) et les notions vagues ou erronées des problèmes sociaux ainsi que des réels enjeux de la lutte. Ainsi, en 1924, on assiste à une chute de 44,5% du nombre d’affiliés avec un total de 11 752. Le mouvement subit une lente hémorragie et 5 ans plus tard, lors du Congrès de Saint-Gilles, les dirigeants ont dû reconnaitre que la FNJGS était en « plein marasme ». Malgré tout, la nouvelle mission établie lors du congrès extraordinaire de l’année 1920 fut poursuivie et le ton des discours s'est modifié pendant les années 1920 avec un pacifisme pragmatique appelant non plus au désarmement universel mais invoquant le service militaire de six mois.

### Années 1930 et l'apogée des JGS
Le 19 octobre 1930 se tient le Congrès de Liège de la FNJGS. Au programme, un retour à une lutte musclée avec notamment une motion « pour le désarmement national indépendant et immédiat en Belgique ». Ainsi et dès 1931, la ligne de conduite du parti fut redéfinie et accentue la motion déposée précédemment, exigeant une lutte contre l’armement tendant à un désarmement général lorsque la démocratie sera assez solide pour assez la sécurité générale. S’ensuit une propagande sur le Pays assurée par tracts, meetings, affiches et journaux militants de la Jeune Garde. Au programme de celle-ci, une dénonciation frénétique de la société bourgeoise au nom du « socialisme », mélange de moralisme et de collectivisme présenté comme la panacée à la crise. Au-delà de cet engagement politique à tendance militaire forte, la JGS continue à éduquer la jeunesse ouvrière avec un enseignement rénové, un enseignement de la vie en détournant, par exemple, « les jeunes des plaisirs frelatés offerts par une société corrompue ».
En 1932, le mouvement connait une poussée ascensionnelle simultanément à l'augmentation du chômage avec des affiliations se multipliant. Les individus fragilisés par les incertitudes du lendemain cherchant à se raccrocher à des entités politico-sociales fortes. Ainsi, la JGS acquiert une visibilité et une capacité militante exceptionnelle en l’espace de deux ans sur la gauche de l’échiquier politique grâce à ses deux ou trois dizaines de milliers d’adhérents. Son influence au sein de la famille socialiste est à son sommet et ses actions bénéficient d'un impact fort. En 1933, face aux nazis, la JGS augmente la pression de ses propagandes, continuant ses activités (distributions de tracts, ventes à la criée de journaux, chaulages nocturnes et meetings) à un rythme soutenu. 
Cependant le 47e Congrès du Parti ouvrier belge tenu les 27 et 28 mai 1933 calma les ardeurs de la JGS en refusant « la lutte illégale » ainsi que la grève générale. Les efforts de la JGS pour poursuivre sa vocation « révolutionnaire » s’avéraient vains et les principaux leaders du Parti (Léo Collard, Émile Cornez, ...) se distancièrent en douceur de l’Action socialiste. L’idéologique révolutionnaire de la JGS décidée à continuer fut accusée par le pragmatique Vandervelde. Ainsi, les divergences entre le POB orienté vers un jeu légal sur la scène politique et ses jeunesses aux envies révolutionnaires devenaient patentes. Seul le « Plan du Travail », substitut raisonnable au mythe révolutionnaire a permis de ne pas faire éclater l’orage. La IIIe rencontre internationale des jeunesses socialistes organisée à Liège les 4, 5 et 6 août 1934 est peut-être un des rassemblements les plus importants organisés par les JGS, réunissant dans une foule compacte plus de 75 000 personnes.

### Affaiblissement et chute de l'organisation

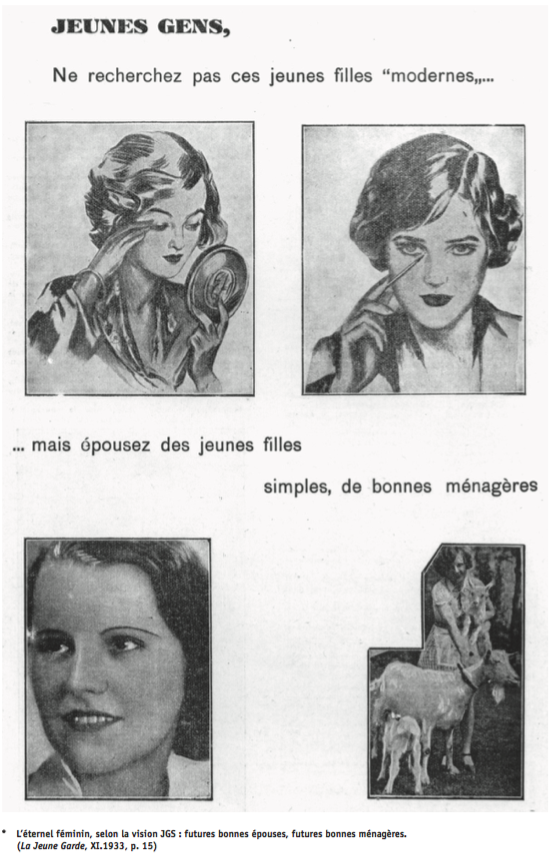
Prospectus des JGS

En 1934, le recrutement commence à stagner et les sections féminines (pouvant favoriser une extension du mouvement) ne voient pas le jour, notamment en raison du caractère machiste des JGS désirant plutôt une bonne ménagère qu’une femme émancipée. De plus, les activités proposées décourageaient de plus en plus les jeunes, froids à l’idée de devoir jouer les gros bras dans la rue. Le déficit de cadres valables rendait de surcroit difficile l'adhésion à le long terme. Au-delà, nombre de groupes locaux boycottèrent les activités de meetings et de propagande au profit de l’organisation d’excursions. Et enfin, le mélange entre pacifisme révolutionnaire et antimilitarisme déroutait de manière significative le bon sens des sympathisants. Le mouvement tenta alors de se rallier à d’autres et approcha la Jeunesse communiste avec laquelle elle conclut un pacte d’unité d’action, qui s’amorça rapidement. L’absence de résultats malgré un militantisme persistant finissait par lasser la patience.
À l’approche de la Seconde Guerre mondiale, l’organisation parait brisée. Encore une fois, le facteur économique joue dans la santé du mouvement puisque la relance perceptible dès 1935 est aussi le moment de déclin du mouvement. En effet, l’implication dans une structure militante semble moins nécessaire aux couches populaires lorsque la qualité de vie augmente. Le message lancé à la jeunesse ne correspondait pas vraiment à l’attente de la « clientèle potentielle ». En recherchant absolument le Graal révolutionnaire, la JGS s’est perdue dans des clichés figés à une époque, prisonnière de ses contradictions.

## Signes d'appartenances

### Uniforme

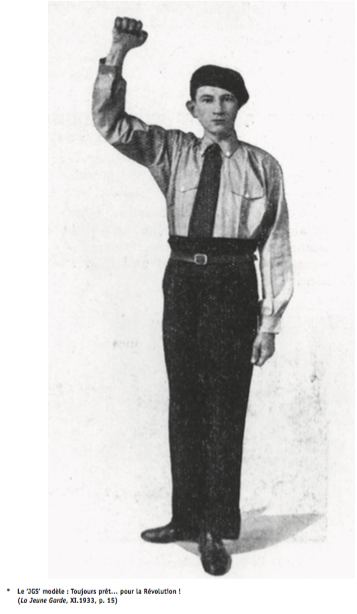
Jeune Garde en uniforme

De retour d’Allemagne pour un rassemblement de masse de la Sozialistische Arbeitersjugend (SAJ) et poussé par l’idée que l’uniforme et les chants sont des éléments qui conditionnent la puissance d’un mouvement, Léo Collard réussit à convaincre les militants présents au congrès de Charleroi (7 et 8 novembre 1931) d’adopter de tels signes. Ainsi, il fut décidé que l’uniforme serait composé d’une chemise bleue, d’une cravate rouge ainsi que d’un béret basque. Les premiers groupes accoutrés de la sorte sont apparus le 1er mai 1932 et firent grande impression.

### Cris et chant
Lors du Congrès de Frameries (28 et 29 octobre 1933), 3 cris officiels sont choisis :
- « Pour plus de justice : JGS »,
- « Pour le Travail-Roi : JGS »,
- « Plus jamais de guerre : JGS »[24].

Les conférences avaient une tonalité plus sérieuses à partir de cette époque, plongeant le JGS dans une tout autre ambiance qu’autrefois. Le chant officiel des Jeunes gardes socialistes est quant à lui « L’internationale », faisant débuter les soirées et conférences organisées par le mouvement).

### Journal
Le journal officiel de l'organisation était Le Peuple.
Son premier numéro est publié le 13 décembre 1885 et sa parution en tant que quotidien socialiste cesse définitivement en mars 1998.

## Les Affiliés
| 1886-1912 | 7 000 (au total des années)                    |
| 1921      | 10 425                                         |
| 1922      | 18 687 (+79 %) dont plus de 15 000 en Wallonie |
| 1923      | 21 174                                         |
| 1924      | 11 752                                         |
| 1929      | 6 000                                          |
| 1930      | 7 879                                          |
| 1931      | 9 496                                          |
| 1932      | 13 900                                         |
| 1933      | 25 000                                         |
| 1934      | 25 400                                         |
| 1935      | 18 500                                         |
| 1936      | 7 800                                          |
| 1938      | 6 000                                          |
| --------- | ---------------------------------------------- |

Au sein des affiliés, la question de l’âge était parfois posée. En 1920, lors du Congrès extraordinaire tenu par le Louviérois Gaston Hoyaux, une décision désirait fixer à 25 ans la limité d’âge du Jeune Garde. On trouvait cependant, et pendant encore longtemps des Jeunes gardes socialistes de 30, 35 voire de 40 ans.